# Okręg wyborczy Sudbury and Woodbridge
Okręg wyborczy Sudbury and Woodbridge powstał w 1950 r. i wysyłał do brytyjskiej Izby Gmin jednego deputowanego. Okręg obejmował miasta Sudbury i Woodbridge w hrabstwie Suffolk. Został zlikwidowany w 1983 r.

## Deputowani do brytyjskiej Izby Gmin z okręgu Sudbury and Woodbridge
- 1950–1963: John Hare, Partia Konserwatywna
- 1963–1983: Keith Stainton, Partia Konserwatywna